# Vila Madalena (telenovela)
Vila Madalena (en español: Corazones Cautivos) es una telenovela brasileña producida y exhibida en un tiempo de 19 horas de Rede Globo entre 8 de noviembre de 1999 y 6 de mayo de 2000, con 155 capítulos. Fue escrito por Walter Negrão, Julius Fischer, Angela Carneiro, y Elizabeth Jhin. Con la colaboración Thelma Guedes y dirección Jorge Fernando y Roberto Naar.

## Historia

### Sinopsis
La pareja Solano y Eugênia conmemora buenas noticias. Tras seis meses sin trabajo, él consigue un pico como camionero, llevando una carga para otra ciudad. Mientras él tiene la promesa de un empleo mejor, la mujer anuncia que está embarazada. A la vez, otra pareja, Roberto y Pilar, se encuentra en la puerta de la iglesia para acertar los últimos detalles de la boda, marcado para la próxima semana. Cuando todo parece alegría, la sorpresa. La policía descubre que la carga que Solano transporta es contrabando, y él es prendido y condenado a 17 años de cadena. Roberto también es prendido porque, al defender Pilar de dos margináis, causa, sin querer, la muerte de uno de ellos, que es accidentalmente atropellado delante de la iglesia.
En la penitenciaria, Solano y Roberto se conocen y se hacen amigos. Cuando Solano es liberado siete años después, Roberto le entrega una carta para Pilar. Solano conoce Pilar y los dos de enamoran. Aun así, él va en búsqueda de Eugênia y de su hijo y, cuando a encuentra, descubre que ella está casada con un antiguo patrono, Arthur. Ella tiene dos hijos con el nuevo marido pero aún alimenta una pasión por Solano.
El conflicto tiene la ciudad de São Paulo como pano de fondo, destacando el glamour de Vila Madalena, con su comercio alternativo, su vida nocturna, su gente moderna y animada. ES allá donde vive la familia de Pilar: su madre Bibiana, una artista plástica, y su tía Margot, una solterona que tiene una tienda de productos esotéricos.
Otro núcleo importante se localiza en la Zona Oeste, donde vive la familia de Solano: sus padres Ângelo y Deolinda, y los hermanos, el motoboy Zezito (el Cachorro Loco), y la dulce Nancy.

## Elenco
| Actor / Actriz      | Personaje                 |
| ------------------- | ------------------------- |
| Edson Celulari      | Solano Xavier             |
| Maitê Proença       | Eugênia Junqueira         |
| Cristiana Oliveira  | Pilar Ramírez             |
| Marcos Winter       | Roberto Lopes             |
| Yoná Magalhães      | Bibiana (Abigail Ramírez) |
| Ary Fontoura        | Elpídio Menezes (Menêz)   |
| Laura Cardoso       | Diolinda                  |
| Flavio Migliaccio   | Ângelo                    |
| Luíza Tomé          | Raquel                    |
| Carla Marins        | Nancy Xavier              |
| Thierry Figueira    | Hugo                      |
| Susana Werner       | Beatriz (Bia)             |
| Marcelo Faria       | Zezito (Cachorro Louco)   |
| Daniel Marinho      | Guga                      |
| Fernanda Rodrigues  | Zuleika (Zu)              |
| Larissa Queiroz     | Tamara                    |
| Joana Limaverde     | Marina                    |
| Betty Gofman        | Lilica (Auxiliadora)      |
| José de Abreu       | Viriato                   |
| Nivea Maria         | Adélia                    |
| Rosi Campos         | Marinalva                 |
| José Augusto Branco | Meirelles                 |
| Roberto Bataglin    | Luiz                      |
| Jonas Mello         | Franco                    |
| Élcio Romar         | Valdir                    |
| Bruno Giordano      | Juárez                    |
| Oscar Magrini       | Aricanduva                |
| Cissa Guimarães     | Dalva                     |
| Ana Furtado         | Nina                      |
| Sílvia Bandeira     | Elvira                    |
| Guilherme Vieira    | Lucas                     |
| Hilda Rebello       | Isaura                    |
| Roberto Frota       | Valfredo                  |
| Fernando Almeida    | Alfredo                   |
| Luciano Vianna      | Fábio                     |
| Marcelo Barros      | Formiga                   |

Participaciones especiales
| Actor / Actriz     | Personaje |
| ------------------ | --------- |
| Rosamaria Murtinho | Margot    |
| Mário Gomes        | Donato    |

## Temas musicales

### Vila Madalena Vol. 1
1. Tô saindo (Ana Carolina)
2. Bem querer (Maurício Manieri)
3. LS Jack (LS Jack)
4. Paciência (Lenine)
5. Aquilo (Lulu Santos)
6. Eu quero ser feliz (Paula Hunter)
7. Do avesso (Vanessa Rangel)
8. Moto Boy (Pedro Luiz e a Parede)
9. Resto de mim (Maria Bethânia)
10. Sossego (Os Paralamas do Sucesso)
11. Certas coisas (Milton Nascimento)
12. Rebola na boa (Mr. Jam)
13. Enjoado Jungle (Márcio Tucunduva)
14. Profecías (fim do mundo) (Xuxa)

### Vila Madalena Vol. 2Internacional
1. Could this be love (Jennifer Lopez)
2. You're my # 1 (Enrique Iglesias Ft. Sandy)
3. I got a girl (Lou Bega)
4. If I let you go (Westlife)
5. ¿Lo ves ? (Alejandro Sanz)
6. When you say nothing at all (Ronan Keating)
7. Even though (Sugar Ray)
8. Blue (Dabbade) (Eiffel 65)
9. Still hurts (Giselle Haller)
10. If I could turn back the hands of time (Fab Nesstar)
11. El Arbi (Khaled)
12. What I am (Victoria Newton)
13. Soy yo (Luis Miguel)
14. I knew I loved you (Savage Garden)
15. Vuelva corazón (Alexandre Flores)

### Emisiones en Otras Cadenas
Estados Unidos: Telemundo
 México: Azteca 13
 El Salvador: Canal 4
 Guatemala: Canal 3
 Honduras: Sotel
 Costa Rica: Teletica
 Panamá: Televisora Nacional (Panamá)
 Argentina: Canal 9
 Chile: Canal 13 (2000), La Red (2007)
 Perú: Panamericana Televisión
 Ecuador: Ecuavisa
 Colombia: Canal A
 Venezuela: RCTV (2000), Televen (2005)
 Paraguay: SNT
 Uruguay: Teledoce
 República Dominicana: Tele Antillas

- Datos: Q9093663